# Вине (Загорје об Сави)
Вине (словен. Vine) је насељено место у општини Загорје об Сави, Засавска регија, Словенија.

## Историја
До територијалне реорганизације у Словенији била су у саставу старе општине Загорје об Сави.

## Становништво
У попису становништва из 2011. године, Вине је имала 25 становника.
| Број становника према пописима | Број становника према пописима | Број становника према пописима |
| ------------------------------ | ------------------------------ | ------------------------------ |
| 1991                           | 2002                           | 2011                           |
| 27                             | 21                             | 25                             |